# جواو شيسانو
جواو شيسانو (بالبرتغالية: João Chissano‏) هو لاعب كرة قدم موزمبيقي في مركز الدفاع، ولد في 26 يوليو 1970 في مابوتو في موزمبيق. شارك مع منتخب موزمبيق لكرة القدم. أما مع النوادي، فقد لعب مع دي سي كوستا دو سول.

## وصلات خارجية
- جواو شيسانو على موقع قاعدة بيانات كرة القدم.إي يو (الإنجليزية)
- جواو شيسانو على موقع ناشيونال فوتبول تيمز (الإنجليزية)